# Schraubenschlüssel

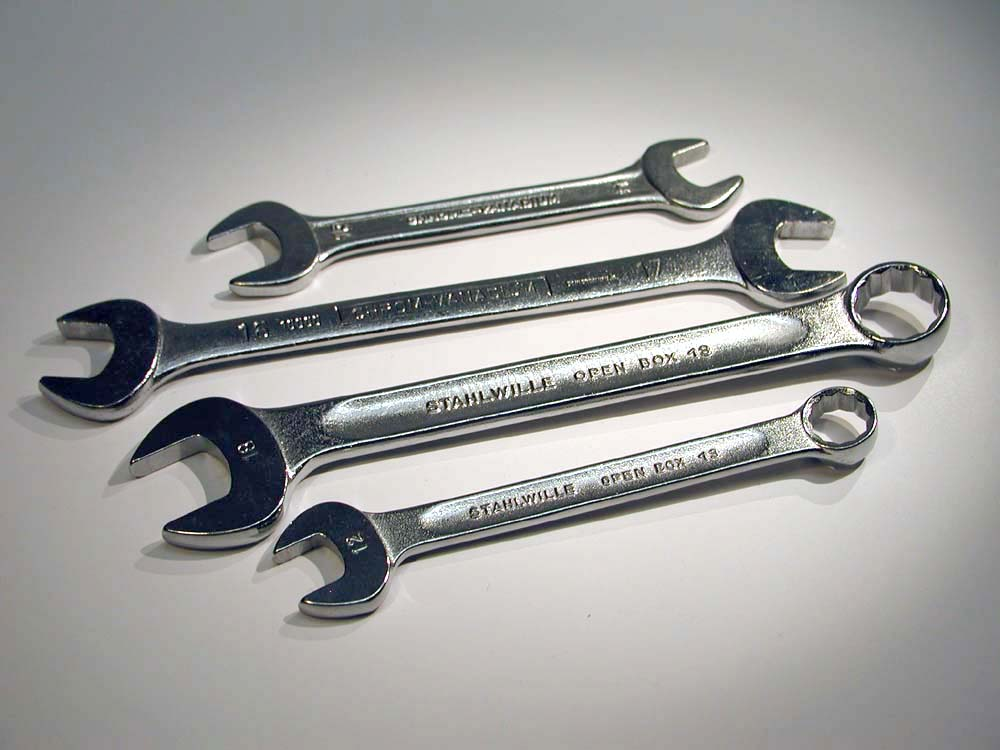
Vier Schraubenschlüssel: hinten zwei Doppelmaulschlüssel, vorne zwei kombinierte Ring-Maulschlüssel

Ein Schraubenschlüssel ist ein Werkzeug zum Anziehen oder Lösen von Schrauben und Muttern. Die wichtigsten Schlüssel sind der Maulschlüssel (auch Gabelschlüssel genannt) und der Ringschlüssel. Alternativ kann auch eine Ratsche mit Stecknüssen verwendet werden. Im Hobby-Bereich werden auch verstellbare Schlüssel benutzt.
Die häufigste Kopfform ist der Sechskant-Kopf beziehungsweise die Sechskant-Mutter.
Die Größe eines Schraubenschlüssels wird durch die Schlüsselweite gekennzeichnet, die in Millimeter angegeben und auf dem Schlüssel eingeprägt wird.

## Arten von Schraubenschlüsseln

### Gabel- oder Maulschlüssel

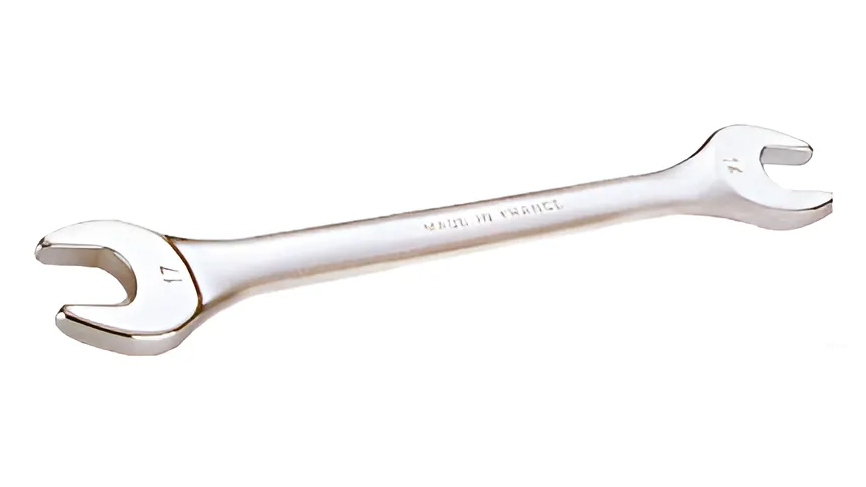
Gabelschlüssel

Ein gängiger Typ ist der Gabel- oder Maulschlüssel. Mit diesem können Sechskant- oder Vierkantschraubenköpfe bzw. -muttern oder auch spezielle Verbindungselemente mit nur zwei zueinander parallel angeordneten Schlüsselflächen gedreht werden. Das Schlüsselmaul ist gewöhnlich um 15° abgewinkelt zur Werkzeugachse angeordnet, um das Ansetzen des Schlüssels bei beengtem Arbeitsraum zu erleichtern. Auch ein Winkel von 75° ist gebräuchlich. Die Größe der Maulöffnung des Schraubenschlüssels ist auf dem Werkzeug aufgeprägt.
Die meisten Maulschlüssel haben zwei unterschiedliche Größen, und zwar an jedem Ende eine; der Begriff dafür ist Doppelmaulschlüssel. Meistens werden Doppelmaulschlüssel einfach Maulschlüssel genannt. Es gibt auch Maulschlüssel, die nur einen Griff und ein Ende mit Sechskantaufnahme haben; diese nennt man Einmaulschlüssel.

### Ringschlüssel

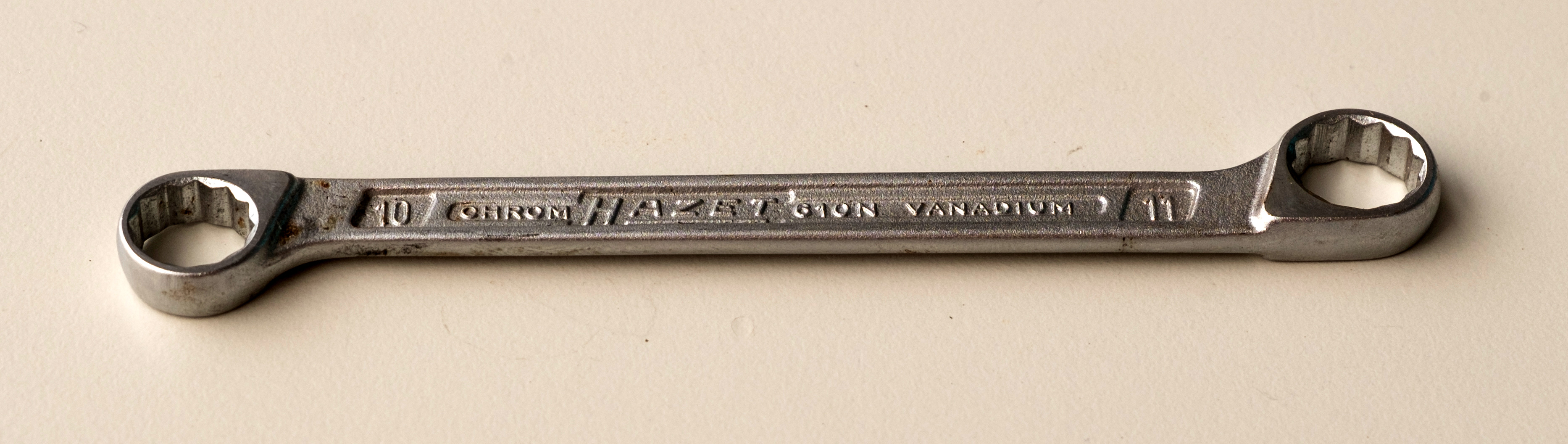
Doppelringschlüssel

Der Ringschlüssel hat ein ringförmiges Sechskant- oder Doppelsechskant-Profil. Er rutscht nicht so leicht ab wie der Maulschlüssel und erlaubt eine höhere Kraftübertragung. Allerdings sind Ringschlüssel nur verwendbar, wenn man einen offenen Zugang zur Schraube oder Mutter hat. Im Interesse des Kraftschlusses umschließt der Ring des Schraubenschlüssels das Profil des Schraubenkopfes oder der Mutter möglichst vollständig. Dabei kann der Schraubenschlüsselkopf abgewinkelt, gekröpft oder tief gekröpft sein, um schwer zugängliche Schrauben besser zu erreichen. An Gewindestangen kann der Ringschlüssel nur wenig abrutschen und sitzt gleich wieder auf der Mutter.
Die verbreitetsten Formen sind Doppelringschlüssel und Ringmaulschlüssel – der Doppelringschlüssel mit zwei Ringschlüsseln unterschiedlicher Größe, der Ringmaulschlüssel mit je einem Ring- und einen Maulschlüssel derselben Größe an den beiden Enden.

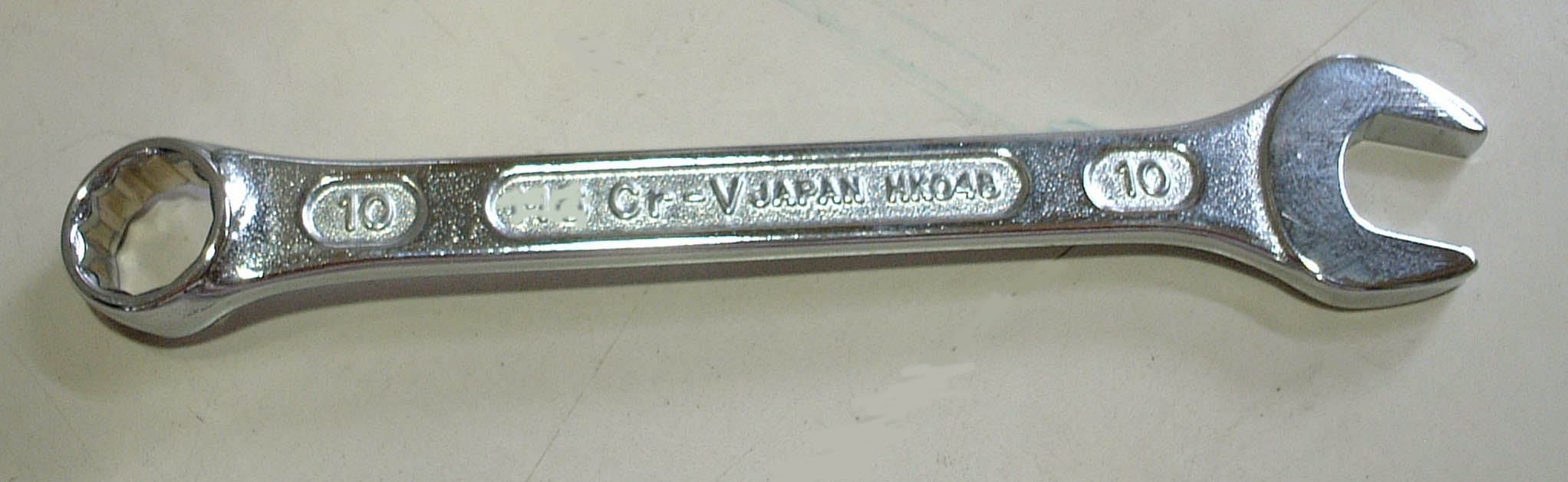
kombinierter Ring- und Maulschlüssel
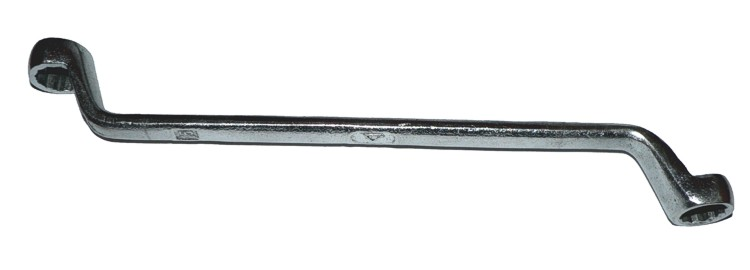
gekröpfter Ringschlüssel

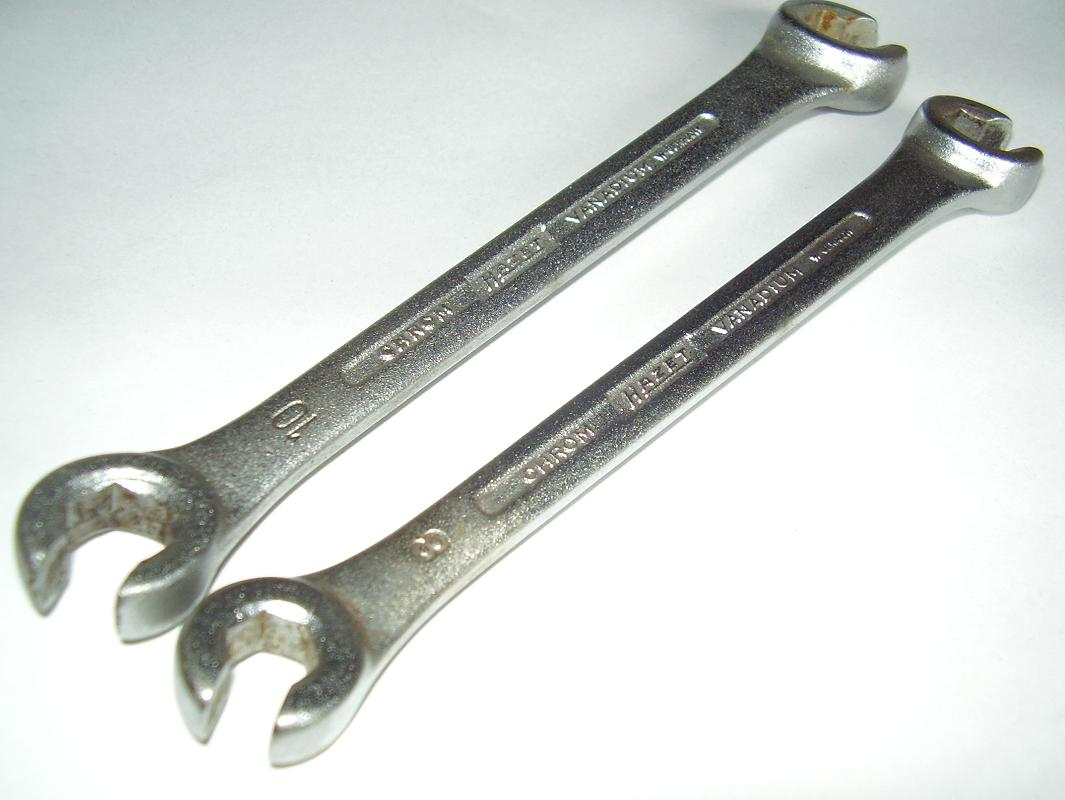
Offener Ringschlüssel

Eine Sonderform ist der offene Ringschlüssel, dessen Ring besonders kräftig ausgeführt ist und über eine Aussparung verfügt. Weil sich der offene Ringschlüssel insbesondere für die Überwurfmuttern von Leitungsanschlüssen eignet, wie sie bei Kfz-Bremsleitungen verbreitet sind, heißt er auch Bremsleitungsschlüssel.
Der sogenannte Blockschlüssel (auch Starter-und-Blockschlüssel oder Starterblockschlüssel) verfügt über einen bogenförmigen Hebel und einen besonders dünnen Ring. Das erleichtert und ermöglicht Arbeiten unter beengten Verhältnissen, etwa an Kfz-Motorblöcken.

### Ratschengabelschlüssel
Eine weitere Sonderform ist der Gabelschlüssel mit Ratschfunktion. Die beiden Wangen des Gabelschlüssels sind so dimensioniert, dass sie den Ratschenmechanismus aufnehmen können. So lässt sich der Schlüssel in eine Richtung frei drehen, und in die andere Richtung wird die Mutter/Schraube eingeklemmt und mitgedreht.

### Ratschenringschlüssel

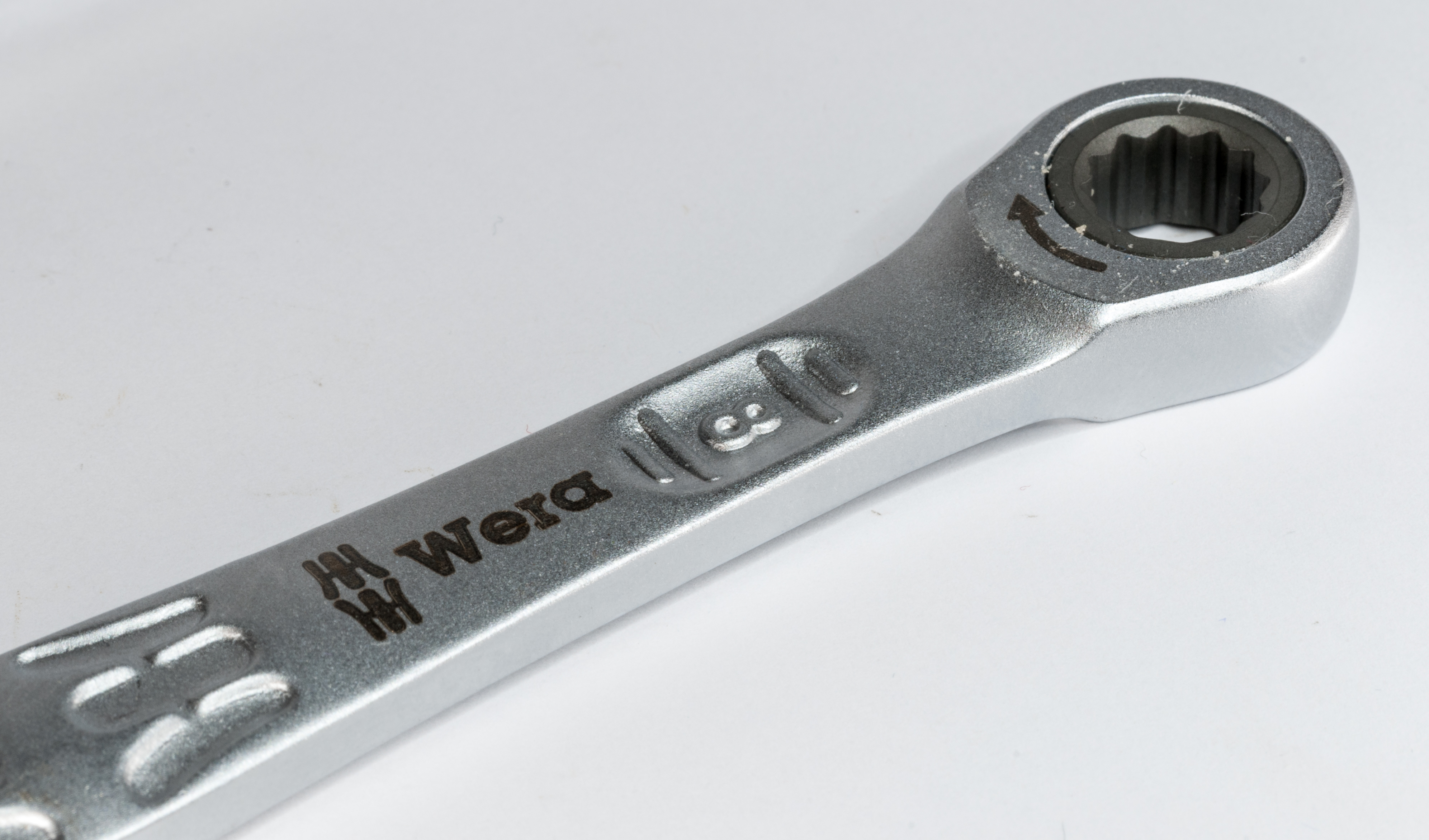
Ratschenringschlüssel

Ringschlüssel mit integrierter Ratsche  – also einem einseitig wirksamen Freilauf – dienen zum schnelleren Schrauben ohne Umsetzen des Schlüssels. Ausführungen mit Ein-Richtungs-Knarre sind plan gebaut, um für beide Schraubrichtungen zu dienen, oft seitlich etwas asymmetrisch, was die Ratschenrichtung gut erkennen lässt, oder aber sind mit einem querliegenden Knickgelenk versehen. Gewinkelte Ratschenringschlüssel haben eine Umschaltknarre für beide Richtungen und sind am Schenkel häufig aus zwei Lagen Blech plus Zwischenlage vernietet. Aufklappbare Ratschenringschlüssel öffnen mit einer Ringhälfte und verklemmen sich durch Hebelwirkung ähnlich wie eine Rohrzange.
Es gibt auch offene Ratschenringschlüssel.

## Steckschlüssel

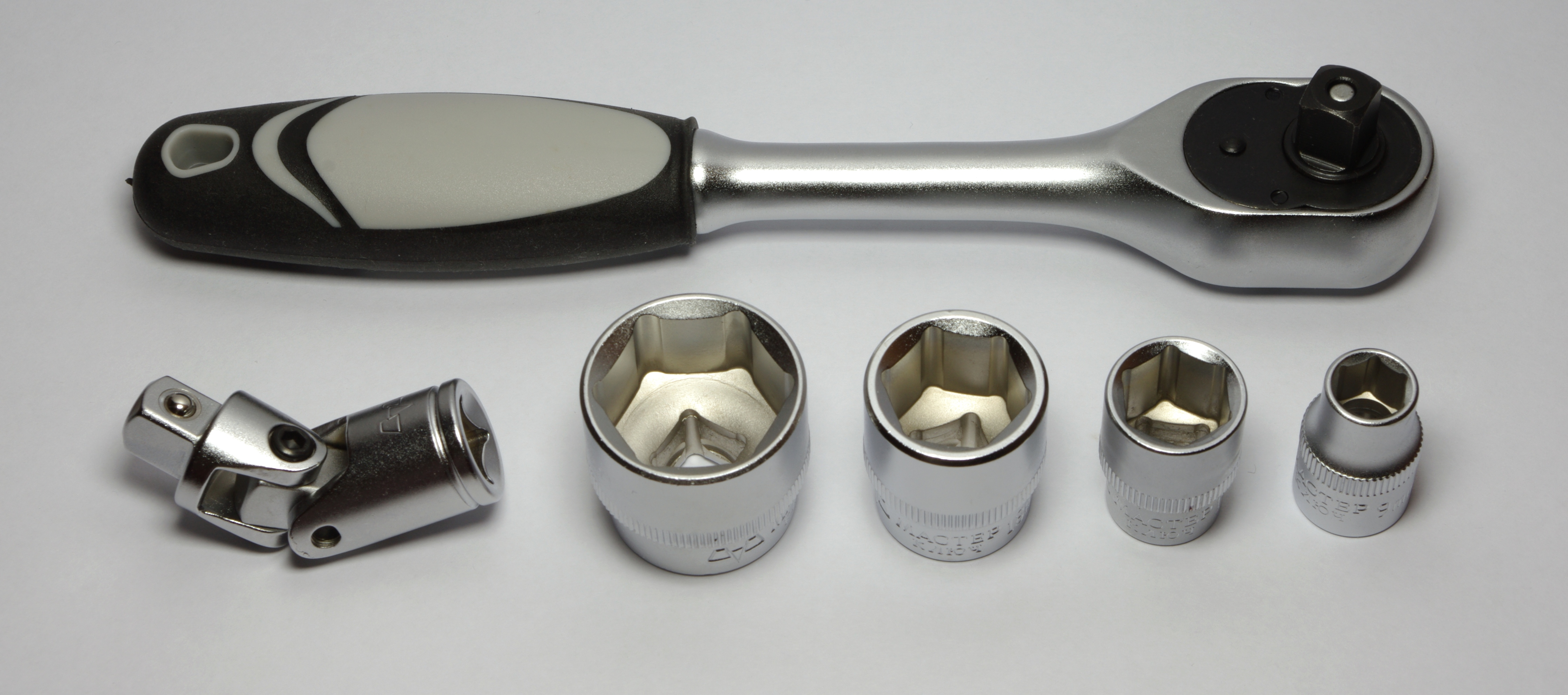
Steckschlüssel-Satz mit Ratsche

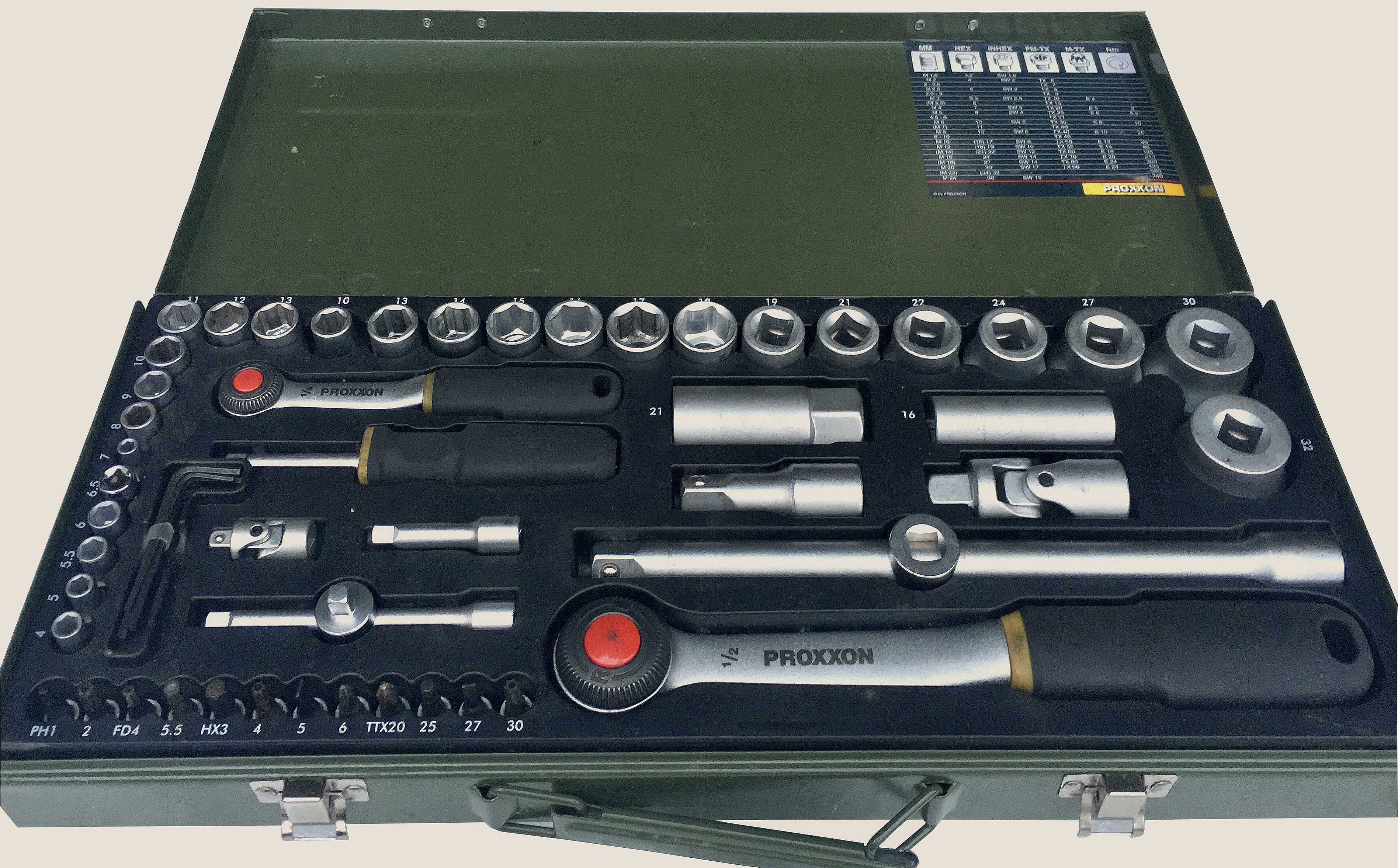
Steckschlüssel-Satz, umgangssprachlich auch Ratschenkasten oder Nusskasten genannt, mit zwei Ratschengrößen (″ und ″)

Flexibel anzuwenden sind Steckschlüssel-Sätze mit Antriebsteilen wie Steckgriff (Ratsche) und Steckschlüsseleinsätzen (Nüsse), oft in einem Ratschenkasten.

### Antriebsteil
Als Antriebsteil (Ratsche) dient ein Gelenkgriff, Quergriff, Winkelgriff, Kurbel oder Knarre (auch „Ratsche“), in das verschiedene Werkzeugteile eingesetzt werden.
Der wechselbare Werkzeugteil ist mit einem Innenvierkant ausgestattet, der auf den passenden Außenvierkant des Antriebsteils aufgesteckt wird. Die Maße der Verbindungsvierkante sind in der Norm DIN 3120 bzw. ISO 1174-1 festgelegt.
Nenngrößen der Vierkante:
| Millimeter | Zoll |
| ---------- | ---- |
| 06,3 mm    | 1⁄4″ |
| 10 mm      | 3⁄8″ |
| 12,5 mm    | 1⁄2″ |
| 20 mm      | 3⁄4″ |
| 25 mm      | 1″   |

### Steckschlüsseleinsätze
Gängige und genormte Formen der Steckschlüsseleinsätze (auch Stecknuss oder Nuss, Mehrzahl Nüsse) sind:
- für Schrauben mit Sechskant[3]
- für Schrauben mit Innensechskant[4]
- für Schrauben mit Vielzahn XZN[5]

Die Maße der Antriebsteile für die Formen A bis G sind in der DIN 3122 festgelegt. Durch zusätzliche Zwischenstücke wie Verlängerungen oder Gelenkstücke kann man auch Verbindungselemente an schwer zugänglichen Stellen betätigen. Den Rohrsteckschlüsseln gegenüber haben Stecknüsse den Nachteil, dass die Länge des aus einer zu drehenden Mutter herausstehenden Gewindeabschnitts begrenzt ist.
Neben den Steckschlüsseln mit wechselbaren Werkzeugteil gibt es auch Steckschlüssel mit festen Werkzeugteil. Beispiele hierfür sind:

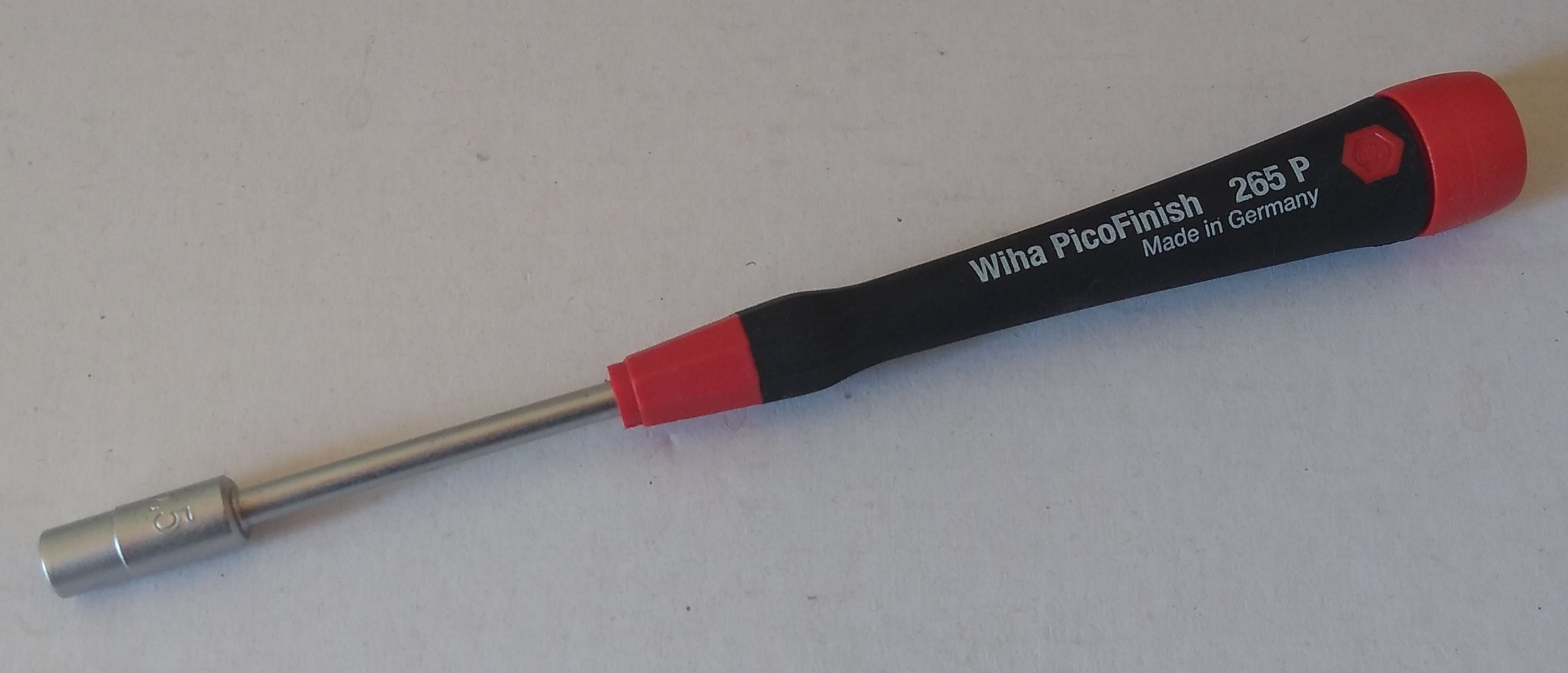
Steckschlüssel (Schlüsselweite 5,5) auf Steckgriff

- Kreuzschlüssel, bei dem vier Steckschlüssel als rechtwinkliges Kreuz angeordnet sind
- Steckschlüssel-Schraubenzieher, eine feste Kombination aus Steckschlüssel (oder Nuss) mit einem Schraubenziehergriff

Weitere Steckschlüssel-Einsätze gibt es für Torx und Nutmutternschlüssel. Besondere geschwungen-sechskantige Ausführungen belasten die Mutternkanten weniger und sind dadurch schonender. Insbesondere bei Aufsätzen mit antriebsseitigen 1⁄4″–Vierkanten finden sich auch Variationen für Schlitz-, Phillips- und Pozidriv-Schrauben.

## Drehmomentschlüssel
Zum genauen Aufbringen eines definierten Drehmoments werden Drehmomentschlüssel als Antriebsteil verwendet. Diese sind ebenfalls mit dem genormten Außenvierkant ausgestattet und können somit passende Steckschlüsseleinsätze aufnehmen.

## Schraubenschlüssel mit veränderbarer Schlüsselweite
Eine Sonderform der Maulschlüssel sind solche mit verstellbarer Schlüsselweite:

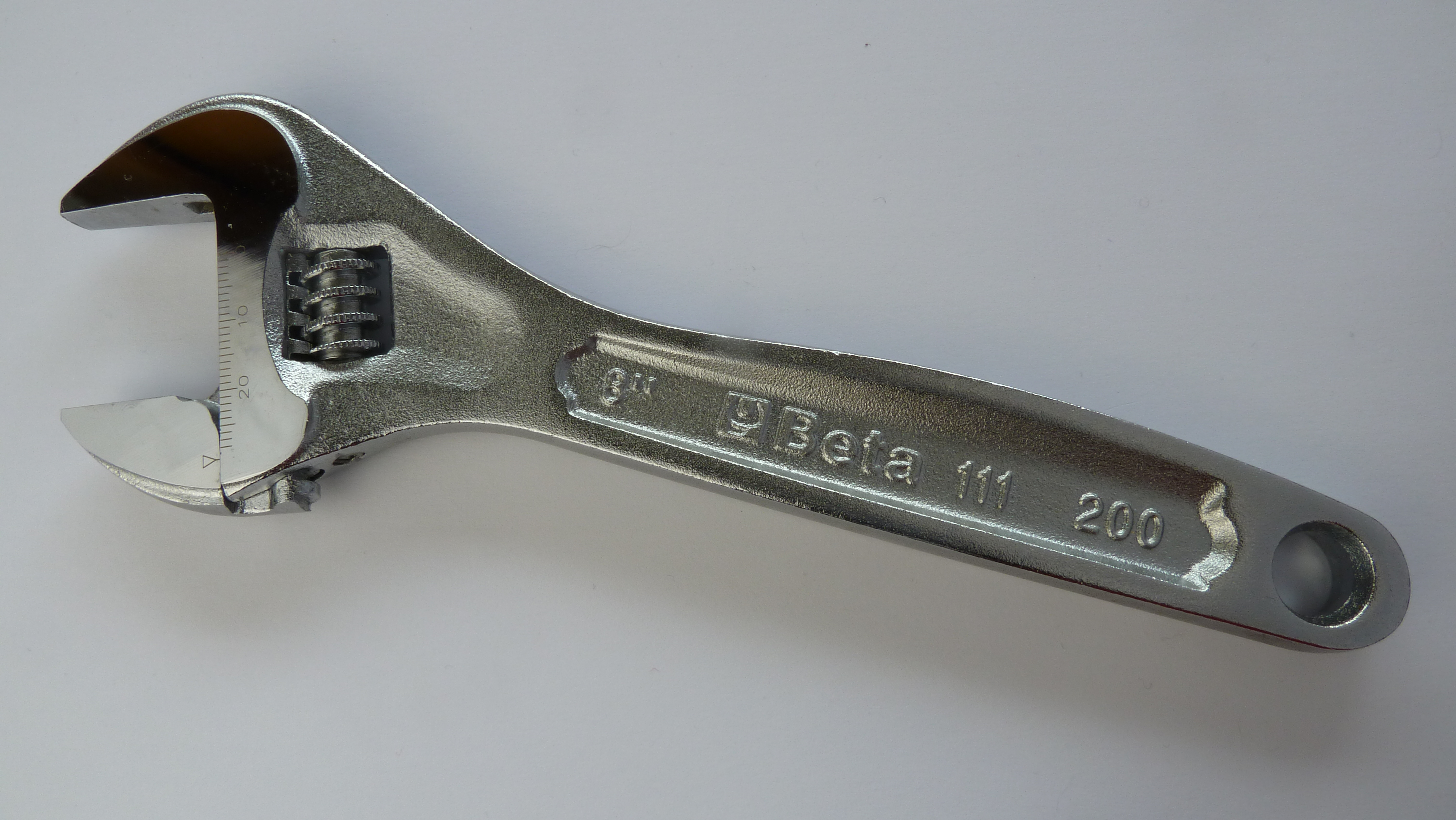
Rollgabelschlüssel
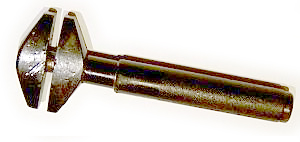
Franzose
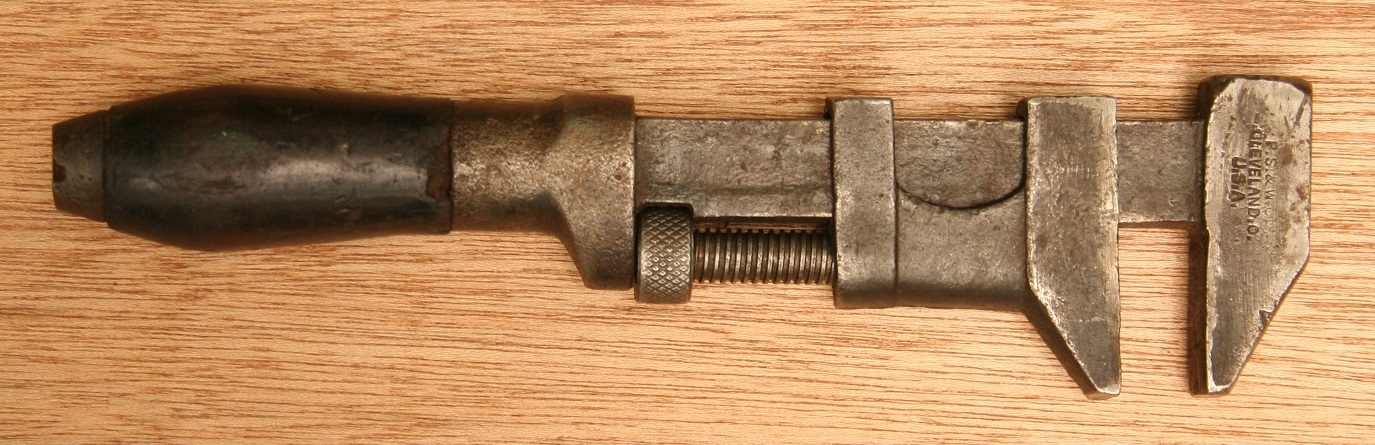
Engländer
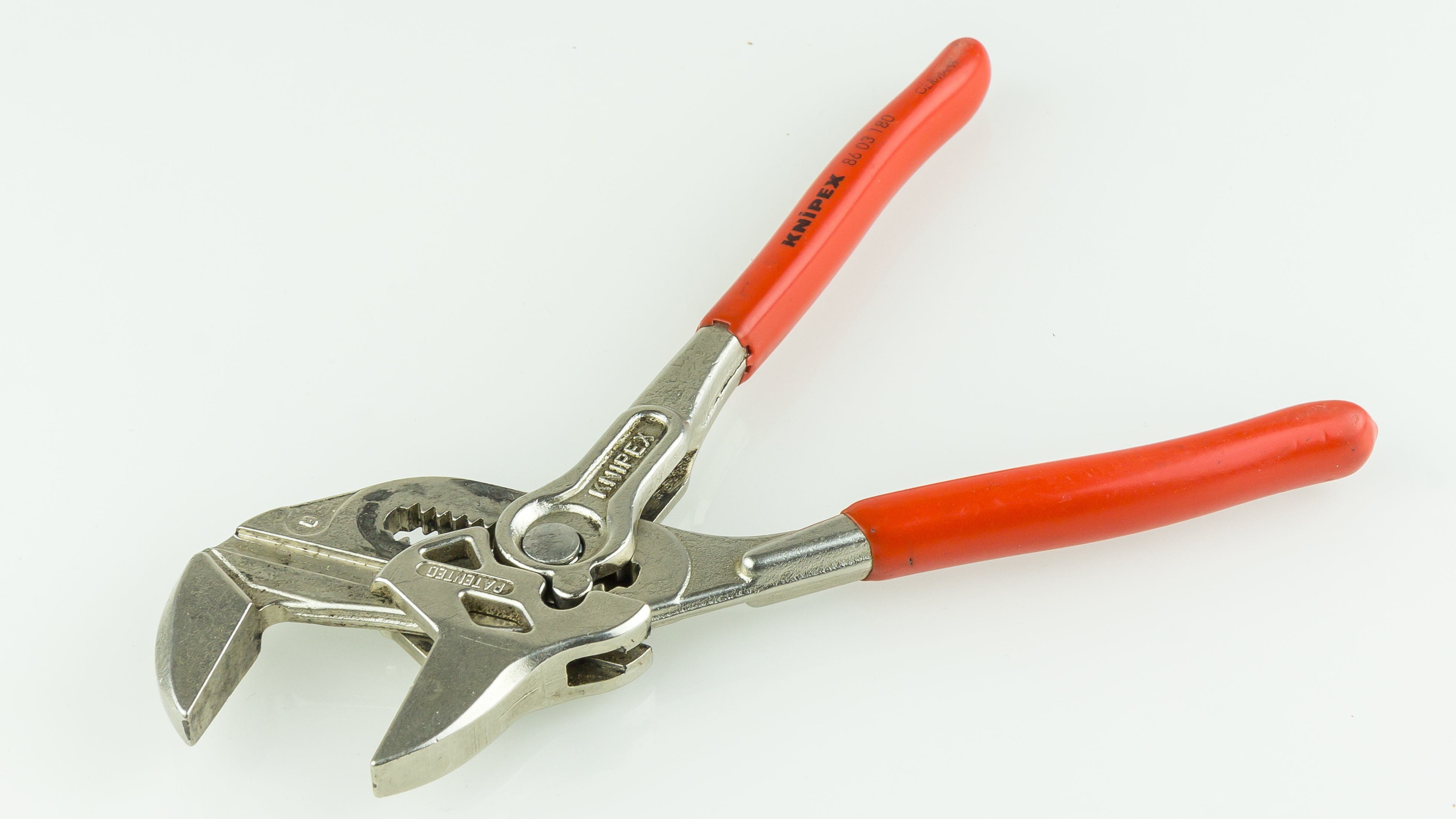
Zangenschlüssel
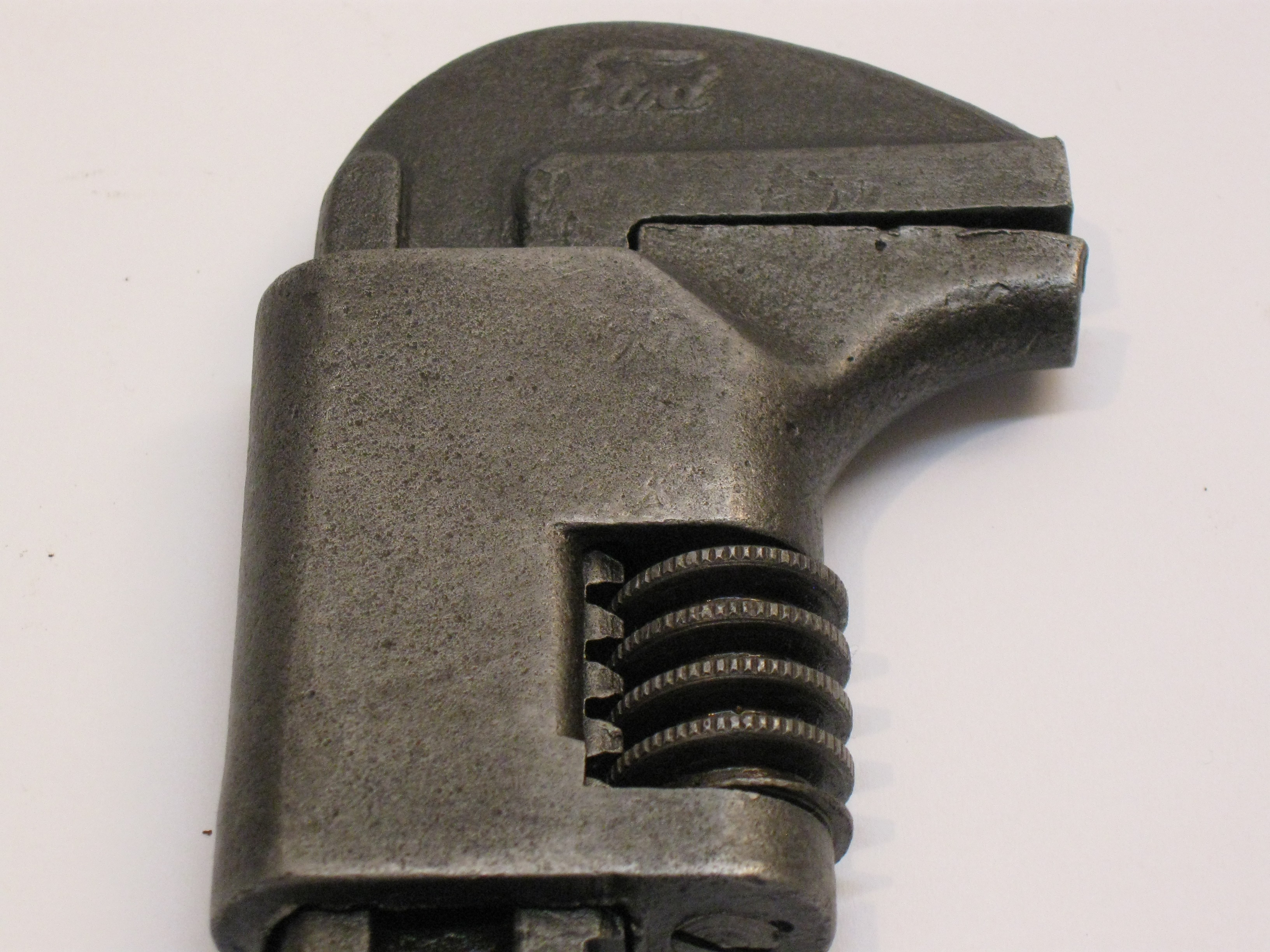
Excelsior-Schlüssel

## Spezielle Schlüssel

### Rohrschlüssel

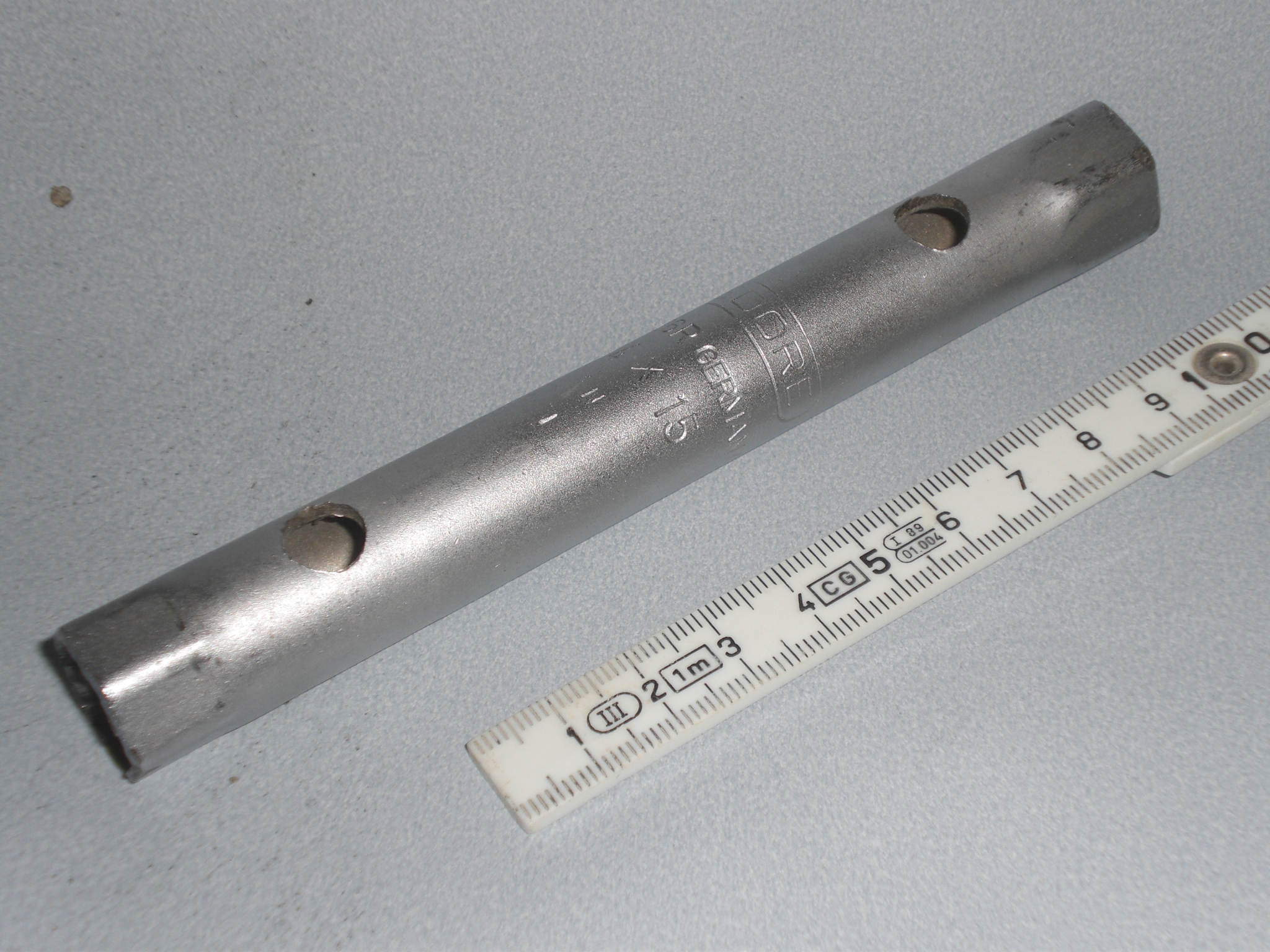
Rohrschlüssel

Einteilige Rohrschlüssel (Rohrsteckschlüssel) haben etwa die Form eines Rohrstückes, an dessen Enden beispielsweise Innensechskant-Konturen ausgeformt sind, die auf die gewünschten Schraubenköpfe oder Muttern passen. Betätigt werden sie mit stabilen, eventuell im Durchmesser mehrstufigen Drehstiften, die in Querbohrungen gesteckt werden. Aus gezogenem Rohr geformte sind dünnwandig, axial hohl und damit leichter und kostengünstiger. Massiv geschmiedete sind teurer, stabiler und weisen längs der schlankeren Mitte nicht nur zwei Querbohrungen, sondern häufig auch einen langen, eventuell leicht verdrillten Sechskant zum Ansetzen eines Gabelschlüssels auf.
Sie sind genormt in DIN 896 als Form B und werden dort als „Doppelsteckschlüssel aus Rohr, Form B“ bezeichnet.

### Schlagschlüssel

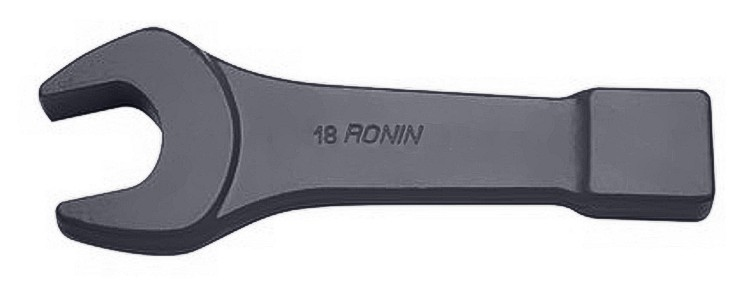
Schlagschlüssel

Der Schlagschlüssel hat einen dicken Kopf, der die Mutter in ihrer ganzen Höhe umfasst, und ein verdicktes massives Ende, damit man dort mit dem Hammer draufschlagen kann. Dadurch einsteht ein starkes plötzliches Drehmoment, womit eine festsitzende Schraube nach vorbereitendem Einsatz von Kriechöl gelöst werden kann.

### Knochen

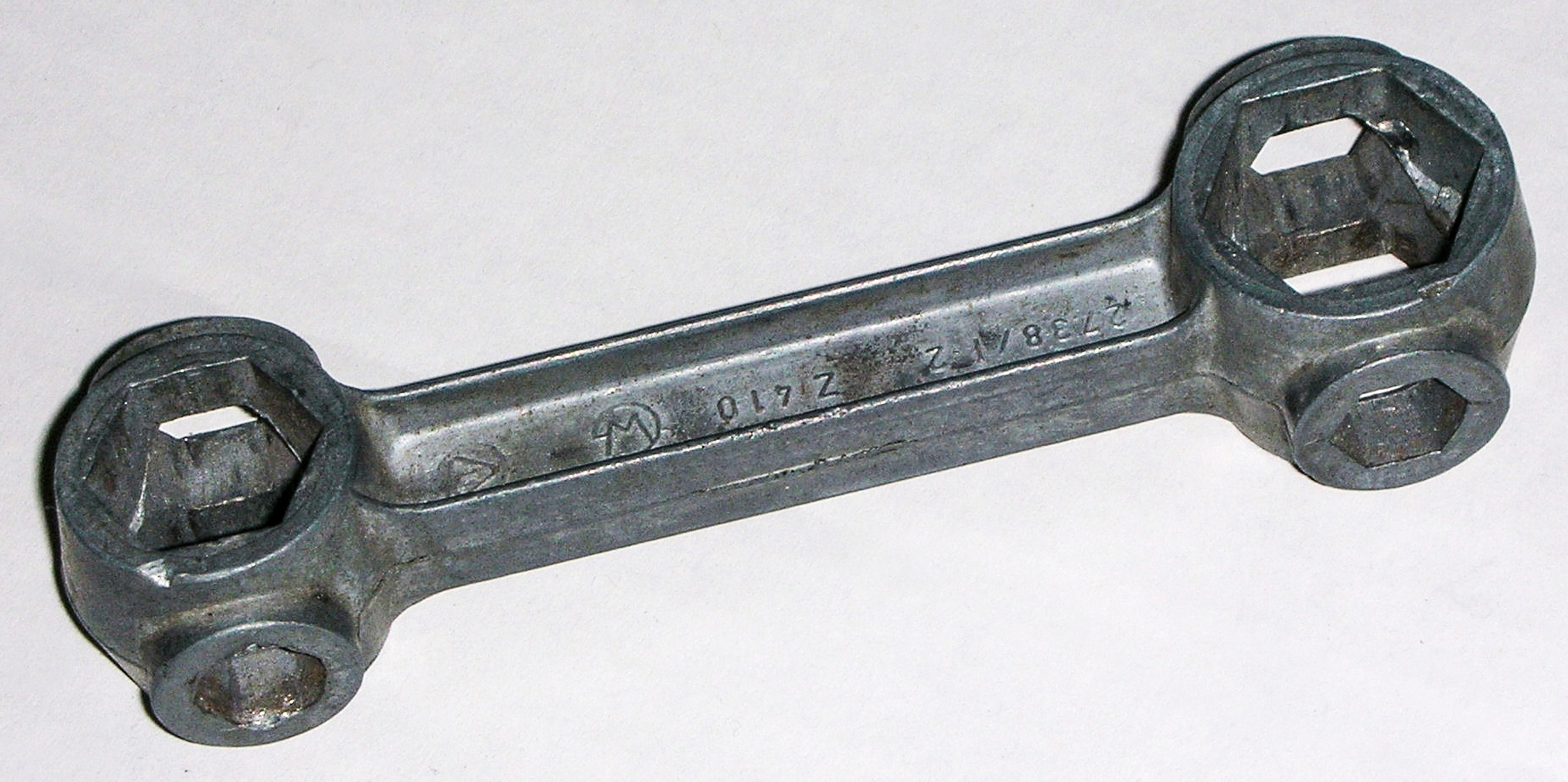
Knochen

Der Knochen ist ein Fahrrad-Schraubenschlüssel für acht unterschiedliche Schrauben und Muttern mit Außensechskant. Er ist heute kaum noch gebräuchlich.

### Hakenschlüssel / Ritzelabzieher

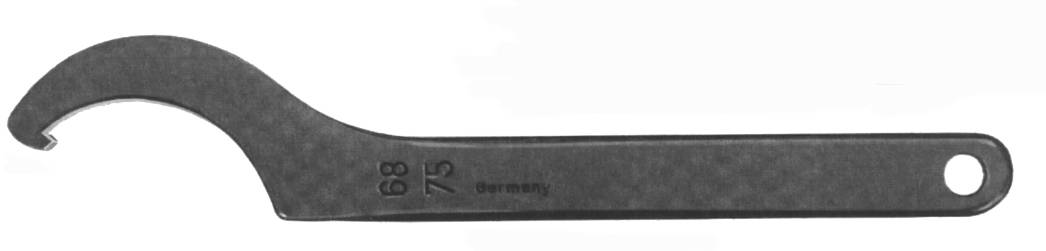
Hakenschlüssel

Zum Anziehen von Nutmuttern mit radialen Nuten gibt es für jeden Durchmesser einen eigenen Hakenschlüssel. Gelenk-Hakenschlüssel decken einen gewissen Durchmesserbereich ab. Schlüssel zum Drehen von Nutmuttern mit zwei oder vier stirnseitigen Nuten – wie etwa an alten 5-fach-Rennradritzeln – werden Ritzelabzieher genannt.

### Kreuzschlüssel

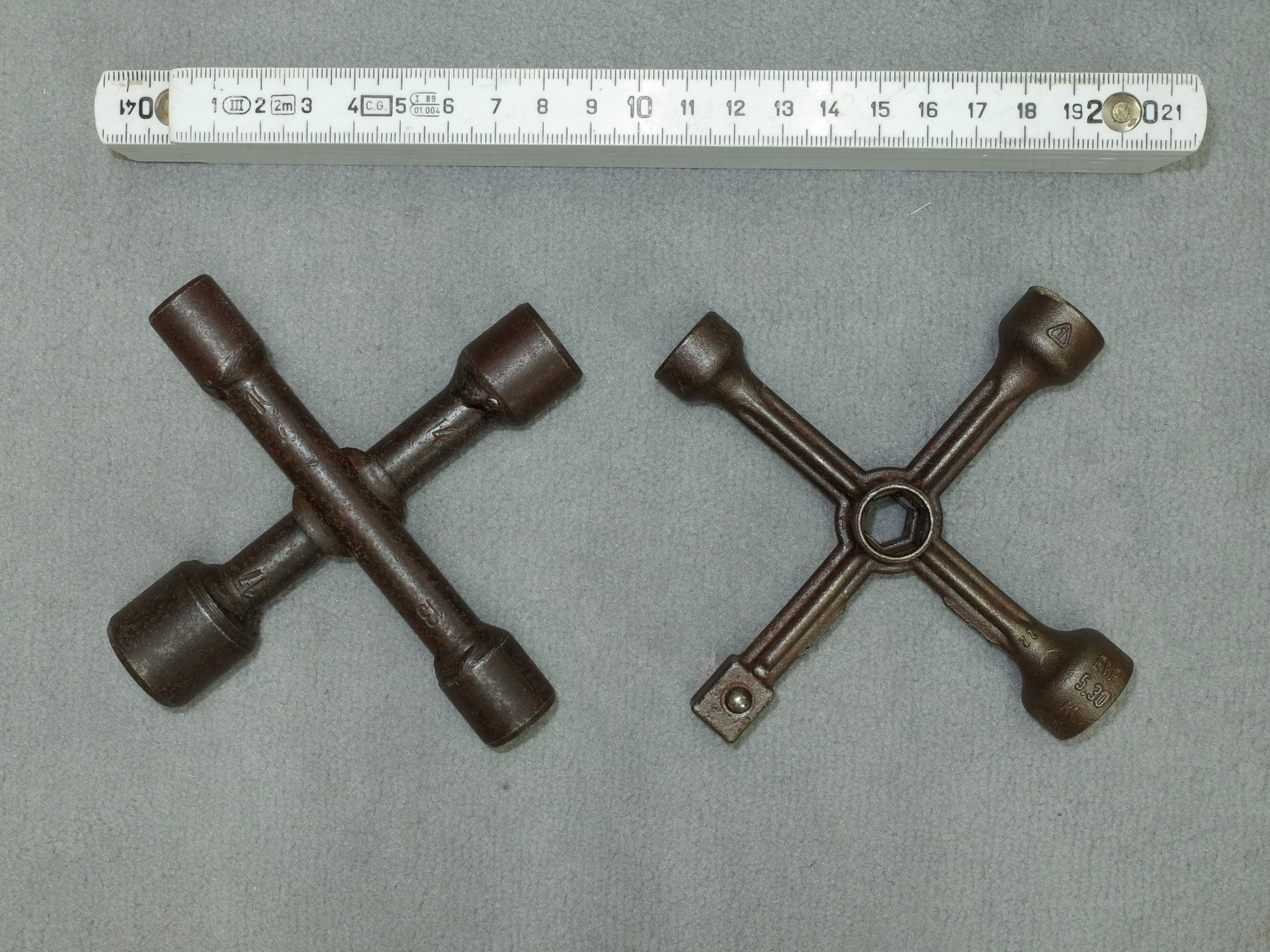
Kreuzschlüssel

Kreuzschlüssel als Kombination von vier Steckschlüsseln mit unterschiedlichen Schlüsselweiten. In vielen Fahrzeugen als Radkreuz zum Radwechseln im Pannenwerkzeug vorhanden.

### Stirnlochschlüssel / Zapfenschlüssel

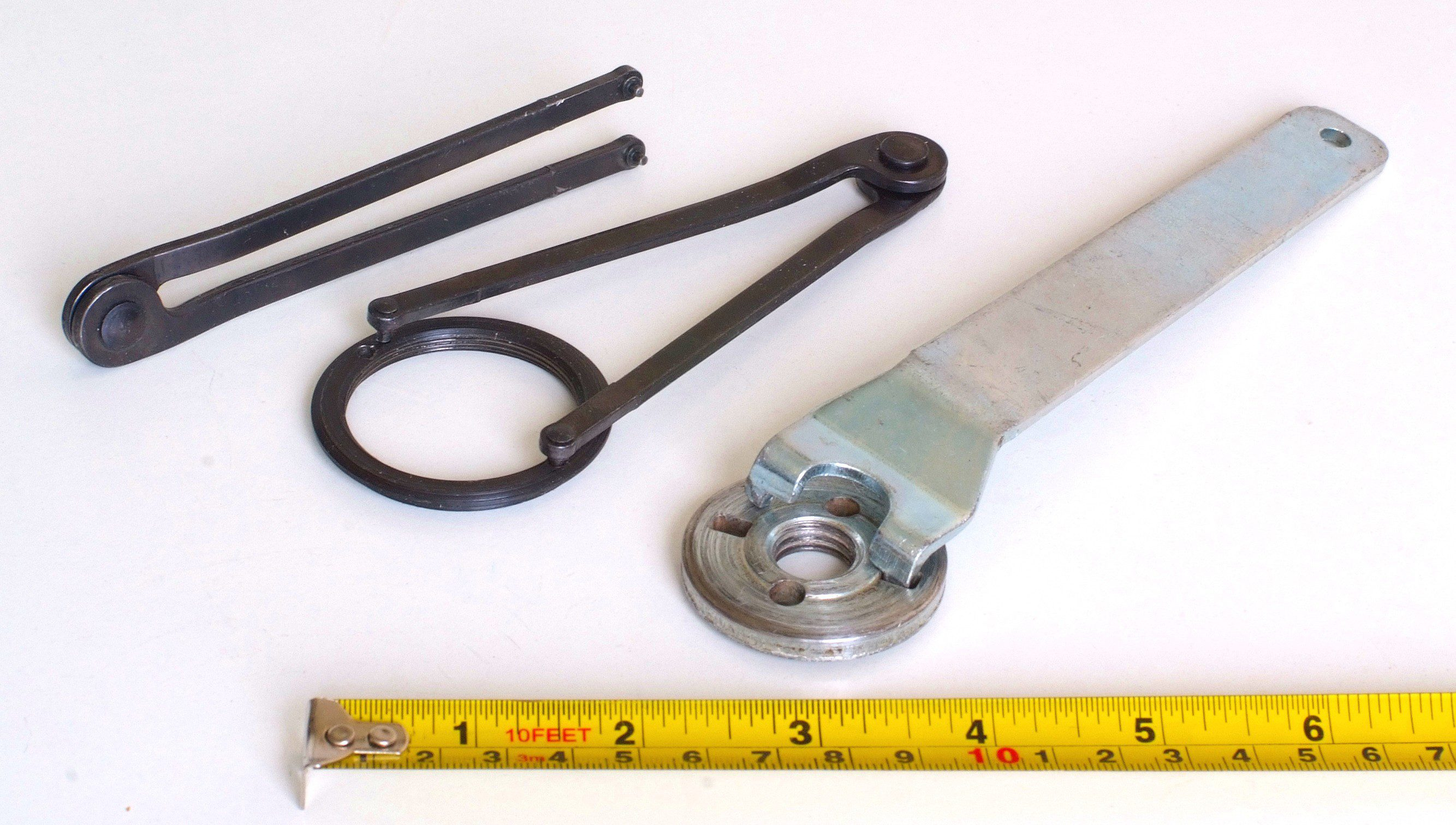
Zwei verstellbare und ein fester (für Winkelschleifer) Stirnlochschlüssel

Für Zweilochmuttern mit Stirnlöchern gibt es Stirnlochschlüssel, mit wie beim Zirkel verstellbaren langen Schenkeln oder einem Gelenk näher zu den Stiften. Mit fixem Abstand aus Blech mit eingeschweißten Stiften zum Drehen der Lochmutter an Winkelschleifern werden sie auch Flanschschlüssel genannt, mit geringer oder starker Kröpfung für Schruppscheiben oder hohe Schleiftöpfe. Obwohl Winkelschleifer für Scheiben von 110 bis 230 mm Durchmesser alle dieselbe Aufnahme mit 22,2 mm Durchmesser und 14-mm-Schraubgewinde haben, sind zumindest drei Lochabstände üblich, Muttern mit zwei Paar Löchern in unterschiedlichen Abständen sind häufig.
Seltener finden sich Muttern mit Bohrungen, radial auf dem Zylindermantel sogenannte Kreuzlochmuttern, die geeignet geformte Schlüssel erfordern – etwa mit spreizbaren Bügeln oder in Hakenform mit Zapfen.
Kreuz- und Stirnlochmuttern finden sich der einfachen Herstellbarkeit wegen sowohl an schweren Maschinen, als auch aus Platzgründen an Motorradauspuffen, Fahrradsteuersätzen und feinen Optiken wie in Mikroskopen.

### Schlüssel mit Stirnlochbohrung für Schrauben mit zentralem Dorn

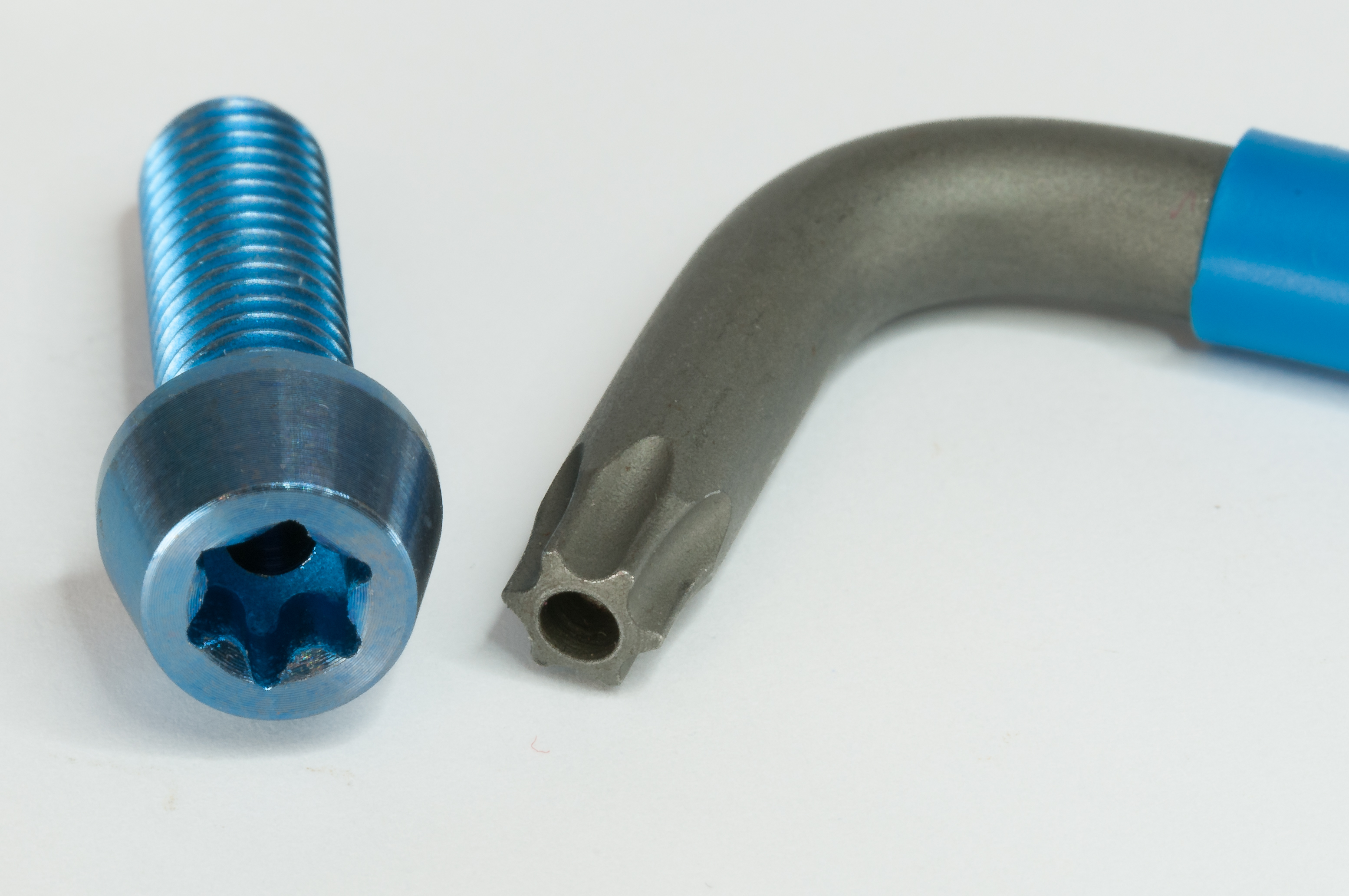
Torx-Schraube und Schlüssel mit Stirnlochbohrung

Die Stirnlochbohrung (auch das Stirnloch) ist eine Bohrung in speziellen Schraubenschlüsseln für manipulationssichere Schrauben und meint das Gegenstück zum Dorn in der Profilmitte der Schraube. Am häufigsten kommt die Stirnlochbohrung bei Torx-Schraubenziehern oder Innensechskantschlüsseln vor, die in allgemeiner Form „Torx TR“ oder „Inbus TR“ (Tamper Resistant (manipulationssicher)) genannt wird.
Schraubenzieher und -schlüssel mit Stirnlochbohrung sowie die zugehörigen Schrauben sind meist nur in Fachgeschäften erhältlich, da sie für den normalen Gebrauch untypisch sind.

## Übliche Maulweiten
Bei metrischen Verschraubungen sind die in der nachfolgenden Tabelle aufgeführten Schlüsselweiten (SW) üblich (vgl. ISO 272). Die Bezeichnungen M1, M2 etc. stehen für die metrischen ISO-Gewinde (ISO 1502 bzw. DIN 13-1). Die Umstellung von alter auf neue Norm fand in Deutschland und Österreich 1992 statt, in der Praxis ist sie jedoch noch nicht vollständig durchgeführt. Die Abkürzung „HV-Verbindung“ bedeutet „hochfest vorspannbare Verbindung“ (im Brückenbau und bei Offshoreanlagen verbreitet).
In der DIN 3110 ist angegeben, um wie viel die tatsächliche Schlüsselweite größer sein sollte als der Nennabstand, um ausreichend Toleranz unter Beibehalten eines guten Formschlusses zu gewährleisten.
| Schlüsselweite | für Verschraubung | Bemerkung/Verwendung                       |
| -------------- | ----------------- | ------------------------------------------ |
| 4 mm           | M2                |                                            |
| 5 mm           | M2,5              |                                            |
| 5,5 mm         | M3                |                                            |
| 6 mm           | M3,5              |                                            |
| 7 mm           | M4                |                                            |
| 8 mm           | M5                |                                            |
| 9 mm           |                   |                                            |
| 10 mm          | M6                |                                            |
| 11 mm          | M7                | z. B. ältere französische Pkw              |
| 12 mm          |                   |                                            |
| 13 mm          | M8                |                                            |
| 14 mm          |                   | alte Norm für M8                           |
| 15 mm          |                   | für Achsmuttern an Fahrrädern              |
| 16 mm          | M10               |                                            |
| 17 mm          |                   | alte Norm für M10                          |
| 18 mm          | M12               |                                            |
| 19 mm          |                   | alte Norm für M12                          |
| 20 mm          |                   |                                            |
| 21 mm          | M14               |                                            |
| 22 mm          |                   | alte Norm für M14, M12 bei HV-Verbindungen |
| 23 mm          |                   |                                            |
| 24 mm          | M16               |                                            |
| 25 mm          |                   |                                            |
| 26 mm          |                   |                                            |

| Schlüsselweite | für Verschraubung | Bemerkung                                                             |
| -------------- | ----------------- | --------------------------------------------------------------------- |
| 27 mm          | M18               | M16 bei HV-Verbindungen                                               |
| 28 mm          |                   |                                                                       |
| 30 mm          | M20               |                                                                       |
| 32 mm          | M22               | M20 bei HV-Verbindungen, Schutzkappensechskant (Hochdruck-)Gasflasche |
| 34 mm          |                   | selten                                                                |
| 36 mm          | M24               | M22 bei HV-Verbindungen                                               |
| 41 mm          | M27               | M24 bei HV-Verbindungen                                               |
| 46 mm          | M30               | M27 bei HV-Verbindungen                                               |
| 50 mm          | M33               | M30 bei HV-Verbindungen                                               |
| 55 mm          | M36               |                                                                       |
| 60 mm          | M39               | M36 bei HV-Verbindungen                                               |
| 65 mm          | M42               |                                                                       |
| 70 mm          | M45               |                                                                       |
| 75 mm          | M48               |                                                                       |
| 80 mm          | M52               |                                                                       |
| 85 mm          | M56               |                                                                       |
| 90 mm          | M60               |                                                                       |
| 95 mm          | M64               |                                                                       |
| 100 mm         | M68               |                                                                       |
| 105 mm         | M72               |                                                                       |
| 110 mm         | M76               |                                                                       |
| 115 mm         | M80               |                                                                       |
| 130 mm         | M90               |                                                                       |
| 145 mm         | M100              |                                                                       |

## Material und Herstellung
Schraubenschlüssel bestehen üblicherweise aus legiertem Werkzeugstahl. Die meisten Schlüssel sind pulverbeschichtet oder verchromt.
Bei hochqualitativem Werkzeug wird das Innenprofil eines Schraubenschlüssels durch „Räumen“ hergestellt. Dadurch entstehen hochgenaue Formen und Flächen mit hoher Oberflächengüte, damit die Kraft besonders wirkungsvoll und ohne Zerstörung von Schraubenkopf oder Mutter übertragen wird.
Werkzeuge für den Einsatz unter Explosionsschutz-Bedingungen (Ex-Schutz, funkenfreies Werkzeug) sind üblicherweise aus Messing oder Berylliumkupfer.